# Bjørg Skjælaaen
Bjørg Skjælaaen (* 6. September 1933 in Oslo; † 11. Januar 2019 ebenda) war eine norwegische Eiskunstläuferin.
Bei den Olympischen Winterspielen 1952 in Oslo belegte sie mit ihrem Partner Reidar Børjeson im Paarlaufen den 13. und gleichzeitig letzten Platz. Bei den Eiskunstlauf-Weltmeisterschaften 1954 in Paris kam sie mit Johannes Thorsen als neuem Partner auf den 10. Platz.